# 16982 Tsinghua
16982 Tsinghua este un asteroid din centura principală de asteroizi.

## Descriere
16982 Tsinghua este un asteroid din centura principală de asteroizi. A fost descoperit pe 10 ianuarie 1999 la Xinglong în cadrul programului Beijing Schmidt CCD Asteroid Program. Asteroidul prezintă o orbită caracterizată de o semiaxă mare de 2,18 ua, o excentricitate de 0,10 și o înclinație de 6,0° în raport cu ecliptica.